# Puy de Prat-de-Bouc
Le puy de Prat-de-Bouc est un sommet des monts du Cantal dans le Massif central.

## Géographie

### Situation
Le puy de Prat-de-Bouc est situé à l'est du col de Prat-de-Bouc, sur la commune d'Albepierre-Bredons.

### Géologie
Au sommet du puy de Prat-de-Bouc, le sous-sol se compose d'environ dix coulées distinctes, chacune présentant des caractéristiques variées telles que des téphrites, des basaltes, des labradorites et des andésites.

### Faune et flore
Le puy de Prat-de-Bouc est un haut lieu pour l'observation de la migration des oiseaux dans le massif cantalien.

## Activités

### Protection environnementale
Le sommet est inclus dans le site Natura 2000 « Massif cantalien », dans la ZNIEFF de type 2 « Monts du Cantal », ainsi que dans la ZNIEFF de type 1 « Puys de Prat-de-Bouc et de Niermont ».

### Randonnée
Le sentier de grande randonnée 4 l'approche au sud.